# Torneo de Chennai 2017
El Aircel Chennai Open 2017 (Torneo de Chennai) fue un evento de tenis de la serie 250, se disputó en Chennai, India en el SDAT Tennis Stadium desde el 2 de enero hasta el 8 de enero de 2017.

## Distribución de puntos
| Modalidad            | Campeón | Finalista | Semifinales | Cuartos de final | 2ª ronda | 1ª ronda | Clasificados | 2ª ronda de clasificación | 1ª ronda de clasificación |
| Individual masculino | 250     | 165       | 100         | 50               | 25       | 0        | 13           | 7                         | 0                         |
| Dobles masculino     | 250     | 150       | 90          | 45               | 20       | 0        | -            | -                         | -                         |

## Cabezas de serie

### Individual masculino
| Tenista              | Ranking | Preclasificada |
| Marin Čilić          | 6       | 1              |
| Roberto Bautista     | 14      | 2              |
| Albert Ramos-Viñolas | 27      | 3              |
| Martin Kližan        | 35      | 4              |
| Benoît Paire         | 47      | 5              |
| Borna Ćorić          | 48      | 6              |
| Mijaíl Yuzhny        | 57      | 7              |
| Lu Yen-hsun          | 64      | 8              |

- Ranking del 26 de diciembre de 2016.

### Dobles masculino
| Tenista                        | Ranking | Preclasificada |
| Jonathan Erlich Scott Lipsky   | 99      | 1              |
| Guillermo Durán Andrés Molteni | 111     | 2              |
| Leander Paes André Sá          | 112     | 3              |
| Nicholas Monroe Artem Sitak    | 114     | 4              |

## Campeones

### Individual masculino
Roberto Bautista venció a  Daniil Medvedev por 6-3, 6-4

### Dobles masculino
Rohan Bopanna /  Jeevan Nedunchezhiyan vencieron a  Purav Raja /  Divij Sharan por 6-3, 6-4